# Laccophilus vermiculosus
Laccophilus vermiculosus är en skalbaggsart som beskrevs av Gerstaecker 1867. Laccophilus vermiculosus ingår i släktet Laccophilus och familjen dykare. Inga underarter finns listade i Catalogue of Life.